# Mont Saru
Le mont Saru (沙流岳, Saru-dake) est une montagne culminant à 1 422 m d'altitude dans les monts Hidaka en Hokkaidō au Japon.